# عدد کوانتومی اوربیتالی

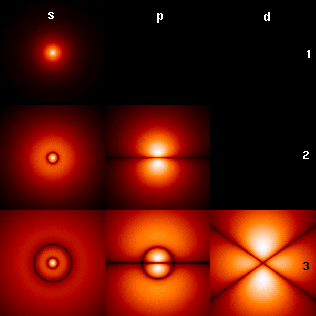
نمایی از توابع اوربیتال اتمی یک اتم هیدروژن: عدد کوانتومی آزیموتال، با حرف (ℓ) در بالای هر ستون، نشان‌داده می‌شود. عدد کوانتومی اصلی (n) در سمت راست هر ردیف، نشان‌داده شده است.

عدد کوانتومی اوربیتالی یک عددِ کوانتومی است که عملگر تکانه زاویه‌ای در اوربیتال اتمی را تعیین کرده و شکلِ مداری (اوربیتالیِ) آن را توصیف می‌کند.

## تاریخچه
سمت (ستاره‌شناسی)ِ کوانتومی از مدلِ اتمیِ بور گرفته شد و بوسیلهٔ آرنولد زومرفلد فرض شد.